# Douglas (Südafrika)
Douglas ist eine Stadt in der Gemeinde Siyancuma, Distrikt Pixley Ka Seme, Provinz Northern Cape in Südafrika. Sie liegt am Vaal, der etwa 10 Kilometer westlich der Stadt in den Oranje mündet. Benannt ist die Stadt nach Sir Percy Douglas. Im Jahr 2011 hatte sie 20.083 Einwohner.

## Geschichte
Reverend Isaac Hughes gründete 1848 auf der Farm Backhouse eine Missionsstation. Die Kontrolle über das Gebiet hatten die Griqua. Deren Führer Nicholas Waterboer erteilte 1867 einer Gruppe europäischer Siedler die Erlaubnis, die Siedlung an der Furt zu gründen. Den Stadtstatus erhielt die Siedlung 1905.
Auf der Driekops-Insel im Fluss Riet, der nordöstlich des Ortes in den Vaal mündet, gibt es Hunderte von Felszeichnungen, die vermutlich durch San angefertigt wurden. Bei hohem Wasserstand werden diese Malereien vom Wasser bedeckt.

## Söhne und Töchter der Stadt
- Ockert van Greunen (1933–1987), Moderner Fünfkämpfer